# Toshiaki Hirose
Pas d'image ? Cliquez ici

a Compétitions nationales et continentales officielles uniquement.

b Matchs officiels uniquement.
Dernière mise à jour le 15 février 2022.
Toshiaki Hirose (廣瀬俊朗, Hirose Toshiaki), né le 17 octobre 1981 à Osaka (Japon), est un joueur de rugby à XV international japonais évoluant aux postes d'ailier ou de demi d'ouverture. Il évolue avec le club de Toshiba Brave Lupus en Top League entre 2003 et 2016. Il mesure 1,73 m pour 81 kg.

## Carrière

### En club
Toshiaki Hirose a commencé par évoluer en championnat japonais universitaire avec son club de l'Université Keiō entre 1999 et 2003, et en a été le capitaine,.
Il a ensuite fait ses débuts professionnels en 2003 avec le club des Toshiba Brave Lupus situé à Fuchū et qui évolue en Top League. Avec ce club, il joue 143 matchs et inscrit 307 points. Il prend sa retraite de joueur en 2016, après treize saisons au plus haut niveau, et devient président de l'association des joueurs japonais,.

### En équipe nationale
Toshiaki Hirose obtient sa première cape internationale avec l'équipe du Japon le 29 avril 2007 à l’occasion d’un match contre l'équipe de Hong Kong à Tokyo,.
En 2012, après une absence de cinq ans en sélection, il est rappelé par le nouveau sélectionneur Eddie Jones pour devenir le capitaine de l'équipe nationale. Il garde ce capitanat pendant deux ans, avant de le perdre au profit du troisième ligne Michael Leitch. Il perd dans la foulée sa place de titulaire indiscutable, en raison de son manque de vitesse par rapport à ses concurrents comme Akihito Yamada, Kenki Fukuoka ou Yoshikazu Fujita. 
Il fait néanmoins partie du groupe japonais choisi pour participer à la coupe du monde 2015 en Angleterre,. Il ne dispute pas le moindre match, mais fait tout de même partie du groupe de leadership de la sélection avec Leitch et Shota Horie,. Il prend sa retraite internationale dans la foulée du tournoi.

## Palmarès

### En club
- Vainqueur du All Japan Championship en 2006 et 2007.
- Finaliste du All Japan Championship en 2014.

- Champion de Top League en 2005, 2006, 2007, 2009 et 2010.
- Finaliste de Top League en 2013 et 2016.

### En équipe nationale
- 28 sélections dont 18 en tant que capitaine[2].
- 55 points (11 essais).
- Participation à la Coupe du monde 2015 (0 match).
- Vainqueur du championnat d'Asie en 2012, 2013, 2014 et 2015.